# ام‌اس جمنای
ام‌اس جمنای (به انگلیسی: MS Gemini) یک کشتی است که طول آن ۱۶۳٫۸۱ متر (۵۳۷ فوت ۵ اینچ) می‌باشد. این کشتی در سال ۱۹۹۲ ساخته شد.